# Cupa Challenge 1908-1909
Ediția a IX-a Cupei Challenge 1908-1909 a reunit cluburile din principale regiuni ale Imperiului dualist Austro-Ungaria. 
Ca urmare a faptului că Wiener AC a refuzat să joace câte trei meciuri pe sezon în Campionatul intern, celelate cluburi Vienna Cricket and Football Club , First Vienna FC 1894, Wiener Sport-Club la care s-au alăturat AC Viktoria Viena, Floridsdorfer Athletiksport-Club, SC Germania Schwechat, Sport-Club Rudolfshügel au organizat un boicot împotriva acestui club. Rapid Viena de altfel a refuzat să joace împotriva lui Wiener AC, dar nu ai intrat în Coaliția anti-WAC. Prin urmare Wiener AC nu a participat nici în Cupa Challege. 
Conflictul a luat sfârșit când WAC a aceptat trei meciuri pe sezon și s-a organizat un campionat în jurul perioaadei Paștelui anului 1910.

## Echipele participante
| Imperiul Austriei | Vienna Cricket and Football Club Athletiksport Club Viktoria Viena First Vienna FC 1894 SK Rapid Viena Floridsdorfer Athletiksport-Club SC Germania Schwechat Sport-Club Rudolfshügel Wiener Sport-Club |
| Regatul Ungariei  | Magyar AC Budapesta FC MTK Hungaria Budapesta VfB Leipzig Budapesta Torna Club Ferencvaros TC Budapesta                                                                                                 |
| Regatul Boemiei   | Sturm Praga Teplitzer FK Deutscher Sportverein Troppau DFC Brno DFC Praga |

- SC Germania Schwechat a rezultat din fuziunea cluburilor SK Graphia Viena și Schwechater SC.

## Turneul austriac

### Sferturi
| 4 aprilie 1908 | Floridsdorfer Athletiksport-Club | 1 – 0 | Sport-Club Rudolfshügel | Viena |
| 4 aprilie 1908 |                                  |       |                         | Viena |

| 12 aprilie 1908 | Vienna Cricket and Football Club | 1 – 1 | First Vienna FC 1894 | Viena |
| 12 aprilie 1908 |                                  |       |                      | Viena |

| 9 mai 1908 | SK Rapid Viena | 0 – 2 | SC Germania Schwechat | Viena |
| 9 mai 1908 |                |       |                       | Viena |

| 9 mai 1908 | Wiener Sport-Club | 3 – 1 | AC Viktoria Viena | Viena |
| 9 mai 1908 |                   |       |                   | Viena |

| 18 aprilie 1908 | First Vienna FC 1894 | 1 – 3 | Vienna Cricket and Football Club | Viena |
| 18 aprilie 1908 |                      |       |                                  | Viena |

- La rejucarea partidei Cricketer s-a impus cu scorul de 3-1.

### Semifinale
| 16 mai 1908 | SC Germania Schwechat | – | Vienna Cricket and Football Club | Viena |
| 16 mai 1908 |                       |   |                                  | Viena |

| 23 mai 1908 | Floridsdorfer Athletiksport-Club | 1 – 3 | Wiener Sport-Club | Viena |
| 23 mai 1908 |                                  |       |                   | Viena |

### Finala austriacă
| 30 mai 1908 | Vienna Cricket and Football Club | 1 – 3 | Wiener Sport-Club | Viena |
| 30 mai 1908 |                                  |       |                   | Viena |

## Turneul Boemiei

### Tur Preliminar
| 28 martie 1908 | Teplitzer FK | 5 – 1 | Sturm Praga |  |
| 28 martie 1908 |              |       |             |  |

### Semifinale
| 4 aprilie 1908 | Teplitzer FK | 5 – 2 | DFC Praga |  |
| 4 aprilie 1908 |              |       |           |  |

| 9 mai 1908 | Deutscher Sportverein Troppau | 3 – 0 | DFC Brno |  |
| 9 mai 1908 |                               |       |          |  |

### Finala boemiană
| 4 aprilie 1908 | Deutscher Sportverein Troppau | - – - | Teplitzer FK |  |
| 4 aprilie 1908 |                               |       |              |  |

- Deutscher Sportverein Troppau a fost exclusă din competiție după ce a folosit jucători neeligibili

## Turneul Ungariei

### Tur Preliminar
| 7 aprilie 1908 | Budapesta Torna Club | 3 – 1 | Magyar AC Budapesta | Budapesta |
| 7 aprilie 1908 |                      |       |                     | Budapesta |

### Grupa de Calificare
| Clubul                    | M | V | E | Î | GM | GP | DG | Pct. |
| ------------------------- | - | - | - | - | -- | -- | -- | ---- |
| Ferencvaros Budapesta     | 3 | 2 | 1 | 0 | 7  | 3  | +4 | 5    |
| FC MTK Hungaria Budapesta | 3 | 2 | 0 | 1 | 6  | 2  | +4 | 4    |
| VfB Leipzig               | 3 | 1 | 0 | 2 | 3  | 9  | −6 | 2    |
| Budapesta Torna Club      | 3 | 0 | 1 | 2 | 2  | 4  | −2 | 1    |

- Pentru victorie se acordau 2 puncte.

| 10 aprilie 1908 | FC MTK Hungaria Budapesta | 1 – 0 | Budapesta Torna Club | Budapesta |
| 10 aprilie 1908 |                           |       |                      | Budapesta |

| 19 aprilie 1908 | Ferencvaros TC Budapesta | 4 – 1 | VfB Leipzig | Budapesta |
| 19 aprilie 1908 |                          |       |             | Budapesta |

| 11 aprilie 1908 | Ferencvaros TC Budapesta | 1 – 1 | Budapesta Torna Club | Budapesta |
| 11 aprilie 1908 |                          |       |                      | Budapesta |

| 11 aprilie 1908 | FC MTK Hungaria Budapesta | 4 – 0 | VfB Leipzig | Budapesta |
| 11 aprilie 1908 |                           |       |             | Budapesta |

| 12 aprilie 1908 | Budapesta Torna Club | 1 – 2 | VfB Leipzig | Budapesta |
| 12 aprilie 1908 |                      |       |             | Budapesta |

| 12 aprilie 1908 | FC MTK Hungaria Budapesta | 1 – 2 | Ferencvaros TC Budapesta | Budapesta |
| 12 aprilie 1908 |                           |       |                          | Budapesta |

## Turneul Final

### Sfert de Finală
| 30 mai 1909 | Grazer Athletiksport Klub | – | Teplitzer FK |  |
| 30 mai 1909 |                           |   |              |  |

### Semifinale
| 12 decembrie 1908 | Ferencvaros TC Budapesta                 | 3 – 0 | First Vienna FC 1894 | Millenaris, Budapesta Arbitru: Akos Fehery |
| 12 decembrie 1908 | Imre Schlosser 10' 89' Károly Koródy 72' |       |                      | Millenaris, Budapesta Arbitru: Akos Fehery |

| 31 mai 1909 | Wiener Sport-Club | 1 – 0 | Teplitzer FK |  |
| 31 mai 1909 |                   |       |              |  |

### Finala
| 13 iunie 1909 | Wiener Sport-Club     | 1 – 2 | Ferencvaros TC Budapesta            | Hohe Warte, Viena Spectatori: 1.000 Arbitru: Hugo Meisl |
| 13 iunie 1909 | Wilhelm Schmieger 53' |       | Ferenc Weisz 34' Imre Schlosser 54' | Hohe Warte, Viena Spectatori: 1.000 Arbitru: Hugo Meisl |

- Wiener Sport-Club:
  - Viktor Müller
  - Gustav Krojer, Rudolf Fekete, Leopold Neubauer
  - Karl Gross, Arthur Wackenreuther, Leopold Kolarik
  - Heinrich Schröder, Rudolf Aspekt, Johann Mayringer, Wilhelm Schmieger

- Ferencvaros TC Budapesta
  - Alajos Fritz
  - István Kucsera, Ferenc Manglitz  József Weinber II
  - Sándor Bródy, Tividar Gorszky
  - Ede Gerstl, Ferenc Weisz, Károly Koródy, Imre Schlosser, Károly Szeitler

| Cupa Challenge 1908-1909                |
| --------------------------------------- |
| Ferencvaros TC Budapesta (Primul Titlu) |